# Shekhar Kapur
Shekhar Kapur, né le 6 décembre 1945 à Lahore (Inde britannique, aujourd'hui au Pakistan), est un acteur, réalisateur, scénariste et producteur indien.
En 2016 Shekhar Kapur réalise un film biographique et documentaire sur Mata Amritanandamayi nommé La Science de la compassion (The Science of Compassion).

## Filmographie

### Réalisateur
- 1983 : Masoom, avec Naseeruddin Shah, Shabana Azmi et Tanuja
- 1987 : Mr. India, avec Anil Kapoor, Amrish Puri et Sharat Saxena
- 1989 : Joshilaay (en), de Sibte Hassan Rizvi (a réalisé quelques scènes sans être crédité)
- 1994 : Tahqiqat (série télévisée)
- 1994 : La Reine des bandits (Phoolan Devi), avec Seema Biswas et Aditya Srivastava
- 1995 : Dushmani: A Violent Love Story (en), avec Sunny Deol, Jackie Shroff et Manisha Koirala - coréalisateur (avec Bunty Soorma)
- 1998 : Elizabeth, avec Cate Blanchett, Geoffrey Rush, Joseph Fiennes, Richard Attenborough, Christopher Eccleston, Fanny Ardant et Éric Cantona
- 2002 : Frères du désert (The Four Feathers), avec Heath Ledger, Wes Bentley et Kate Hudson
- 2007 : Elizabeth : L'Âge d'or, avec Cate Blanchett, Geoffrey Rush et Clive Owen
- 2009 : coréalisateur de New York, I Love You pour une scène réunissant Julie Christie, Shia LaBeouf et John Hurt
- 2022 : Et l'amour dans tout ça ? (What's Love Got to Do with It?), avec Lily James et Emma Thompson

### Producteur délégué
- 1998 : Dil Se, de Mani Ratnam, avec Shahrukh Khan, Manisha Koirala et Preity Zinta
- 2002 : Le Gourou et les femmes (The Guru), de Daisy von Scherler Mayer, avec Jimi Mistry et Heather Graham